# Étang Petit
L'étang Petit est un lac naturel de montagne, situé dans les Pyrénées françaises dans le département de l'Ariège, à 1 861 mètres d’altitude. Il se situe dans le terroir du Donezan.

## Géographie

### Topographie
Dans la région Occitanie, il est situé sur le territoire de la commune de Mijanès.
L'étang Petit est niché dans une montagne couverte de forêts au pied d'une falaise granitique, à proximité immédiate de l'étang de Balbonne. 
D’une superficie d’environ 0,3 hectare, il est peu profond (2 mètres).

### Hydrographie
Il est alimenté par un petit ruisseau issu d'un couloir d'avalanche.

## Voie d’accès et randonnées
On accède à cet étang dissimulé dans la forêt de la vallée de Balbonne, en quittant le sentier qui mène à l'étang de Balbonne après le dernier lacet du sentier escarpé dit de l'« échelle de Balbonne ».
Le départ de la randonnée pédestre s'effectue depuis le lieu-dit « La Restanque » situé sur la piste forestière de la Bruyante au sud-ouest de Mijanès, en direction du col de Pailhères. Il faut compter 0h50 de marche pour l'atteindre.